# Zur Himmelspforte (Hohegeiß)

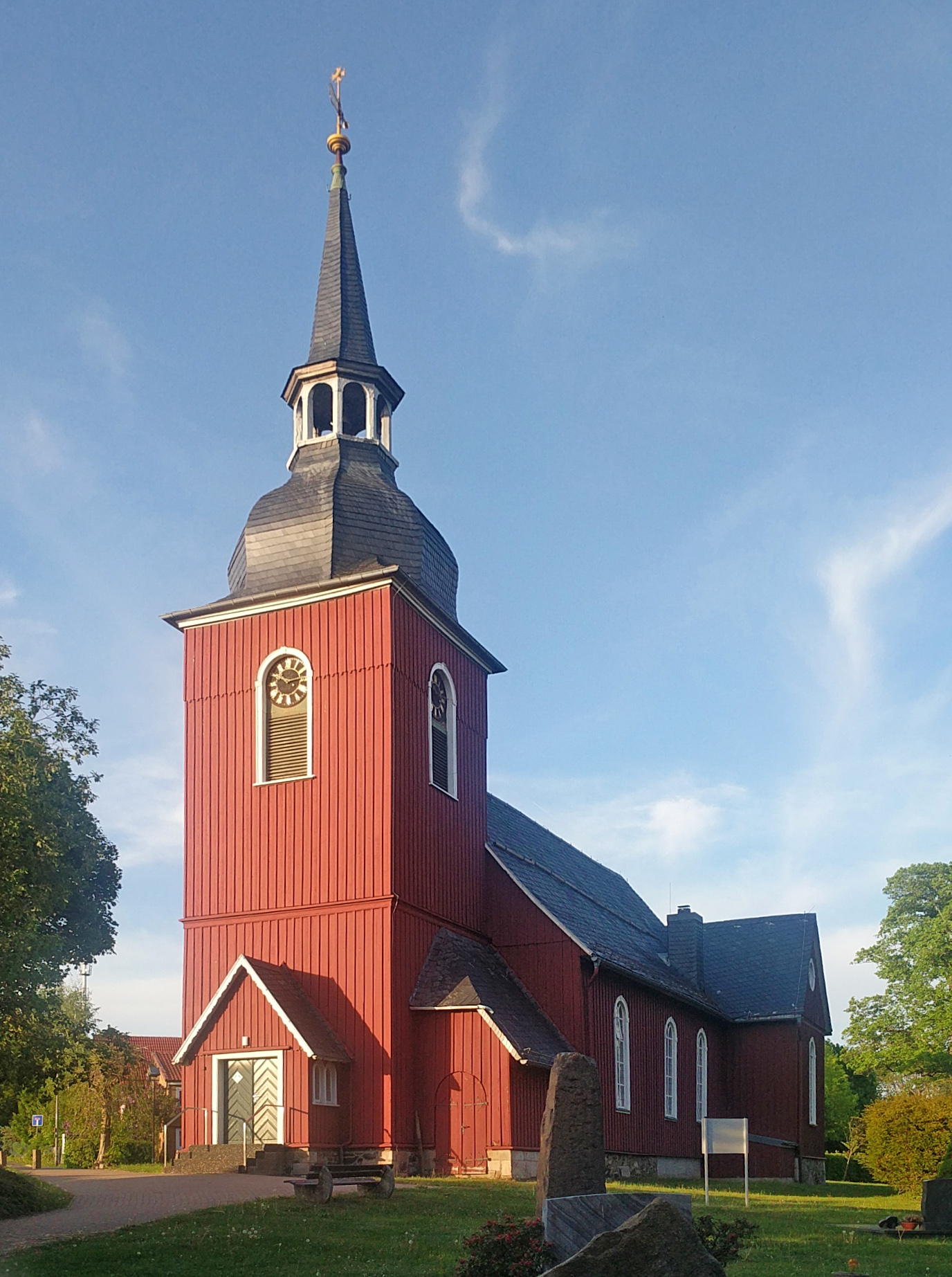
Die Kirche Zur Himmelspforte in Hohegeiß

Die Kirche Zur Himmelspforte ist die evangelisch-lutherische Kirche in Hohegeiß. Sie wurde 1704 fertiggestellt, der Turm wurde 1893 errichtet. Seit der Profanierung der 1971 erbauten katholischen Heilig-Geist-Kirche im Jahr 2008 ist sie die einzige Kirche in Hohegeiß.

## Lage
Die Kirche liegt relativ zentral in Hohegeiß an der Kirchstraße (Bundesstraße 4, Bad Harzburg--Braunlage--Nordhausen). Sie liegt direkt auf der Außenseite einer Kurve, welche die Straße in ihrem Verlauf durch Hohegeiß nimmt. Auf der straßenabgewandten Seite schließt sich der Friedhof von Hohegeiß an. Mit einer Höhenlage von 625 m NHN ist sie die höchstgelegene Kirche Norddeutschlands.

## Geschichte
Im Jahr 1268 erwarb das Kloster Walkenried von den Honsteiner Grafen ein Hogeiz genanntes Forstgebiet.

### Vorgängerbau

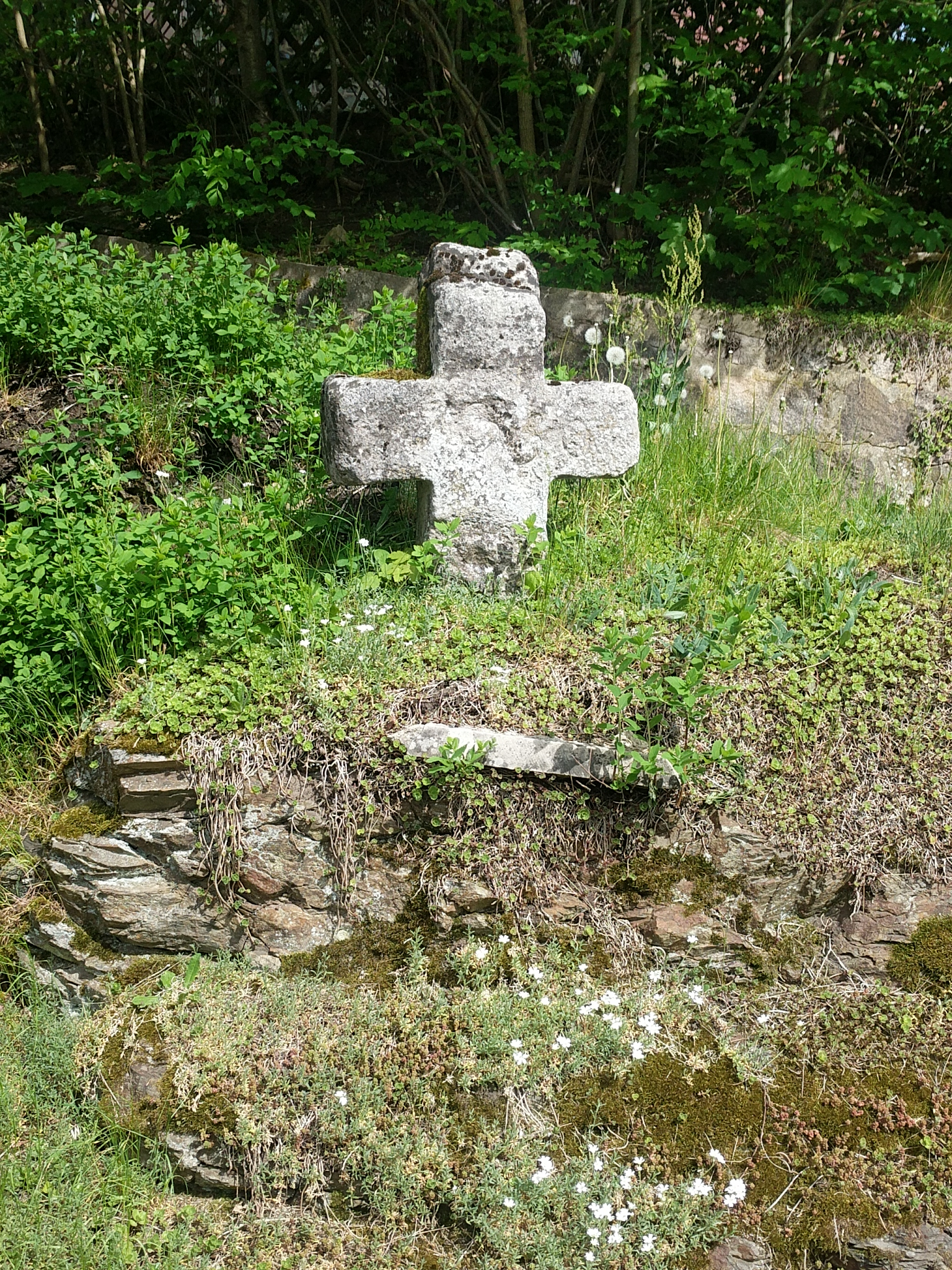
Das Steinkreuz in der Langen Straße, der historischen Hauptstraße von Walkenried nach Harzburg durch Hohegeiß

Im Jahr 1444 erbauten Mönche des Klosters am Wege von Walkenried nach Goslar und Harzburg in diesem Gebiet eine Kapelle,
die Reisenden und Pilgern eine Stätte zur Andacht und wahrscheinlich auch Einkehr und Übernachtung bot. Diese Kapelle war der Ehre des Heiligen Kreuzes und der Jungfrau Maria gewidmet. Sie befand sich oberhalb und östlich des heute noch an der Hauptstraße auf diesem Weg durch Hohegeiß (Lange Straße) befindlichen Steinkreuzes, das am ehesten ein Sühnekreuz ist. 
Der Standort der Kapelle ist heute durch ein Wohnhaus überbaut, an dem eine Tafel auf den einstigen Kapellenstandort hinweist. 
Um diese Kapelle herum entstand der Ort Hohegeiß, dessen Bewohner sie ebenfalls nutzten. Eine 1672 von Johann Zacharias Ernst gezeichnete Karte vom Stiftsamt Walkenried, gleichzeitig die älteste bildliche Darstellung von Hohegeiß,
zeigt, dass die Kapelle zu dieser Zeit bereits einen Turm hatte.
Die Ausstattung der Kapelle kann nur indirekt über erhaltene Reparatur-Abrechnungen aus dem 17. Jahrhundert erschlossen werden, welche hier nur auszugsweise und ohne Anspruch auf Vollständigkeit wiedergegeben werden:
Mitte des 17. Jahrhunderts werden eine kleine und eine mittlere Glocke sowie eine Uhr erwähnt. In den Jahren 1657–1659 wurden unter anderem ein neuer Klöppel für die große Klocken (große Glocke) erworben, außerdem gab es Ausgaben für den Predig stuhl (Kanzel) und vor die Neuen Fenster in der Kirche. In den Jahren 1665–1667 gab es unter anderem Ausgaben für einen Neuen beichtstuhl und eine Sand Uhr auf den Predigtstuell. Eine des 17. Jahrhunderts wurden Dem Zimmerman Vom Neuen Hofe Arbeiten am Kirchthurm bezahlt. Ein Jahr später wurde eine Einnahme vermerkt: 2 thlr Die unser armen und so baufälligen Kirchen geschencket.
Zusammenfassend hatte die Kapelle Ende des 17. Jahrhunderts: einen Turm, drei Glocken, einen Beichtstuhl, eine Kanzel mit Sanduhr, wahrscheinlich auch eine Empore (Sing Chor). An beweglichem Inventar werden 1664–1665 genannt: Bibel, Kelch, Taufbecken, eine Leiter, Klingelbeutel von grün u. rother Seyden.
Neben der genannten Baufälligkeit war die Kapelle angesichts der wachsenden Bevölkerungszahl in Hohegeiß wohl auch zu klein geworden. Im Jahre 1701 wurde daraufhin der Beschluss zum Bau einer neuen Kirche auf der freien Anhöhe oberhalb und östlich des Standortes der Kapelle gefasst.

### Baugeschichte

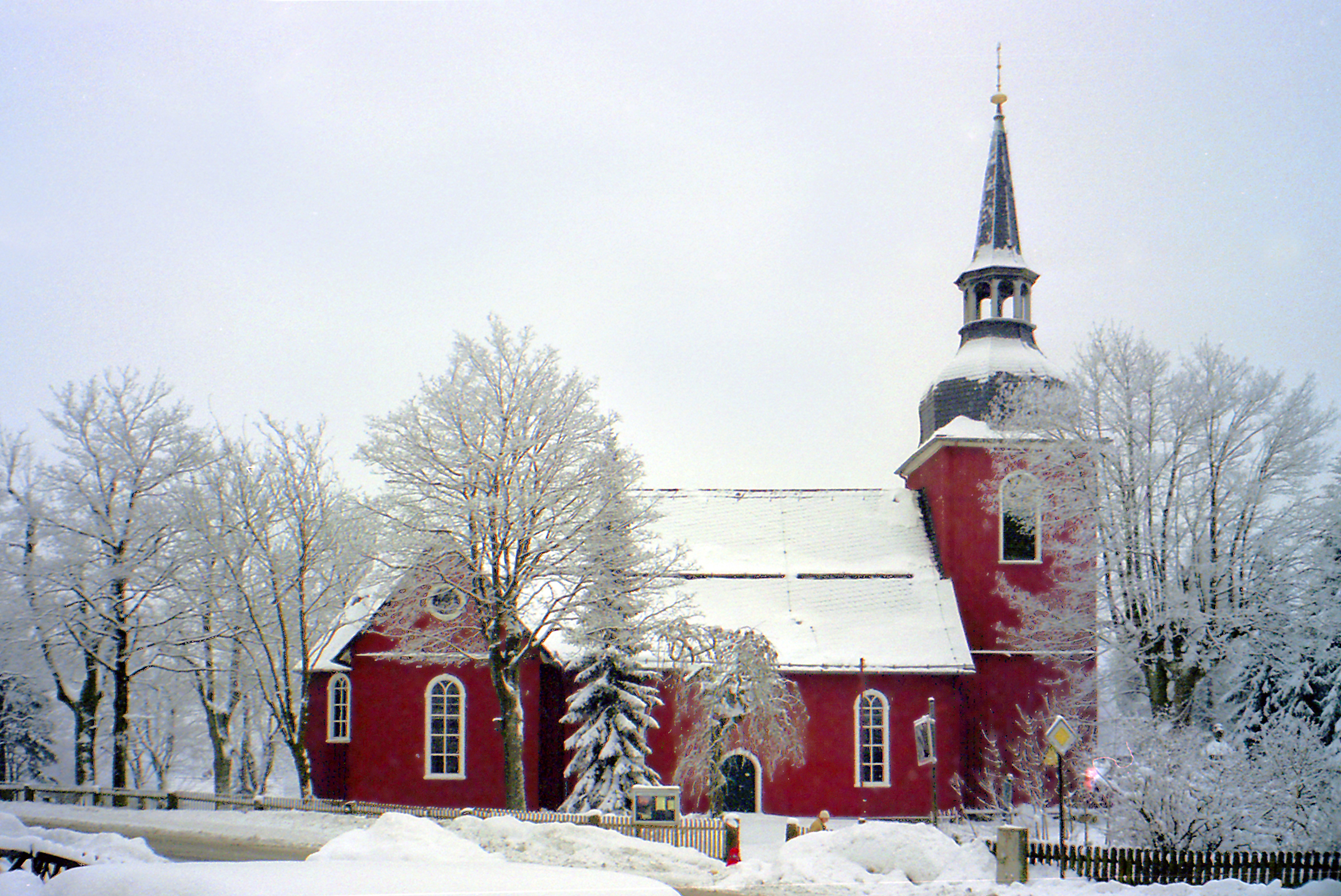
Die Kirche Zur Himmelspforte in Hohegeiß von Norden (Februar 2001)

Die heutige Kirche wurde in den Jahren von 1701 bis 1704 erbaut, mit einem Dachreiter. Sie wurde am 9. Dezember 1704 durch Oberhofprediger Specht, den obersten Geistlichen des Fürstentum Braunschweig-Wolfenbüttel, aus Wolfenbüttel eingeweiht. Grundlage der Predigt war Jakobs Traum von der Himmelsleiter (Gen 28,10–17 ); die Worte Pforte des Himmels (Gen 28,17 ) werden zur Erklärung des Namens der Kirche herangezogen.
Gleichzeitig mag eine Rolle gespielt haben, dass bereits die Gründungsurkunde der Kapelle von 1444 die Worte porta coeli („Pforte des Himmels“), vielleicht als Anrufung Mariens, Patrozinium der Kapelle, (vergleiche den Hymnus Ave maris stella, in dem die Worte felix coeli porta vorkommen) enthält.
Die Kanzelwand im Inneren der Kirche sowie die erste Orgel konnten nach einer neuerlichen Spendensammlung 1779 eingerichtet werden, die geschnitzten Kanzelwangen 1783. Im Jahr 1843 wurde ein Glockenhaus erbaut, das neben Friedhofsgerät das Uhrwerk und die Läuteglocken aufnahm. Der Dachreiter auf dem Kirchendach wurde entfernt. Die noch heute funktionierende Kirchturmuhr wurde 1887 angeschafft.
Nach langen Verhandlungen über dessen Finanzierung wurde 1893 der heutige Kirchturm im Westen an die Kirche angebaut. Dabei wurde möglicherweise die Spitze des ehemaligen achteckigen Dachreiters verwendet. Am 23. Juli 1893 kam der Bau mit dem Aufsetzen des Turmknaufs, der eine Urkunde enthielt, zu einem feierlichen Abschluss. In den neuen Turm wurde auch die Uhr von 1887 eingebaut und die zugehörige Schlagglocke in der Laterne des Kirchturms aufgehängt.
Im Jahr 1917 wurden die größere Glocke und die Prospektpfeifen aus Zinn als „Metallspende“ abgeliefert. Das Geläut wurde erst 1927 wieder der Ersatz vervollständigt, bevor 1943 wiederum die größere Glocke und zwei Altarleuchter abgegeben werden mussten. Bei Kämpfen in den letzten Tagen des Zweiten Weltkrieges traf eine Artilleriegranate die Kirche; es entstand Sachschaden an den Wänden, Turmverstrebungen und der Innentür; auch die Christusfigur des Altarkreuzes wurde beschädigt. Eine neue größere Glocke wurde 1962 angeschafft. 
Nach Ende des Zweiten Weltkrieges lebten durch Flucht und Vertreibung zeitweise 400 Menschen katholischer Konfession in dem zuvor rein protestantischen Hohegeiß. Ihnen wurde die Kirche für ihre Gottesdienste zur Verfügung gestellt. 
Nachdem die katholische Kirchengemeinde in Hohegeiß im Jahre 1971 eine eigene Kirche erhalten hatte, nutzte die evangelisch-lutherische Kirchengemeinde diese in den Jahren 1971–1974 ebenfalls mit. In dieser Zeit wurde die Kirche zur Himmelspforte im Innenraum vollständig renoviert, die Fenster wurden erneuert, einige Einbauten an der Kanzelwand entfernt und die Orgel generalüberholt. Die zuvor den Innenraum dominierenden dunklen Brauntöne wurden durch helle Farben in grün, weiß und gelb ersetzt. Die renovierte Kirche wurde mit einem Gottesdienst am 22. Dezember 1974 wieder in Dienst genommen.

## Architektur

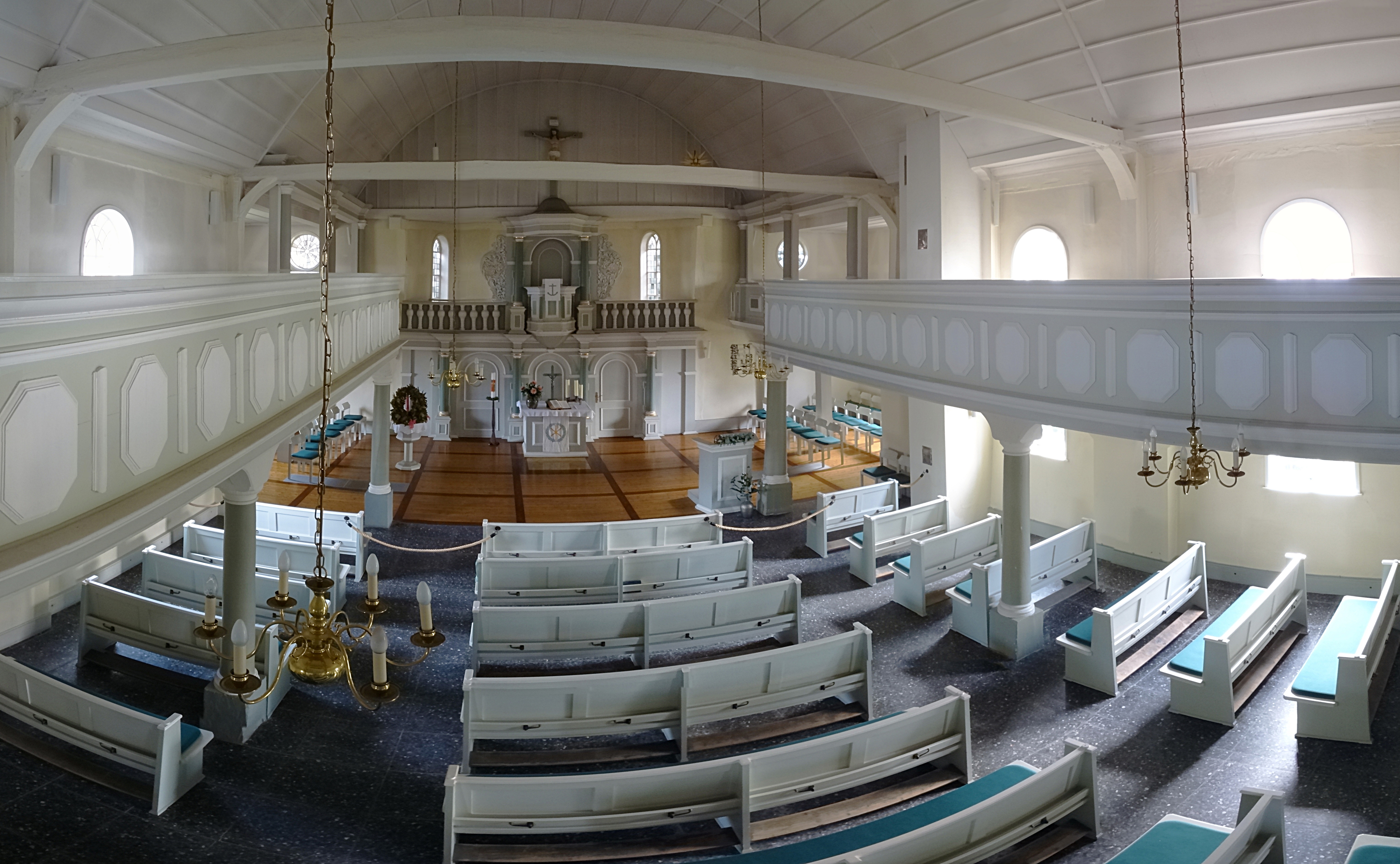
Panoramaansicht des Innenraumes

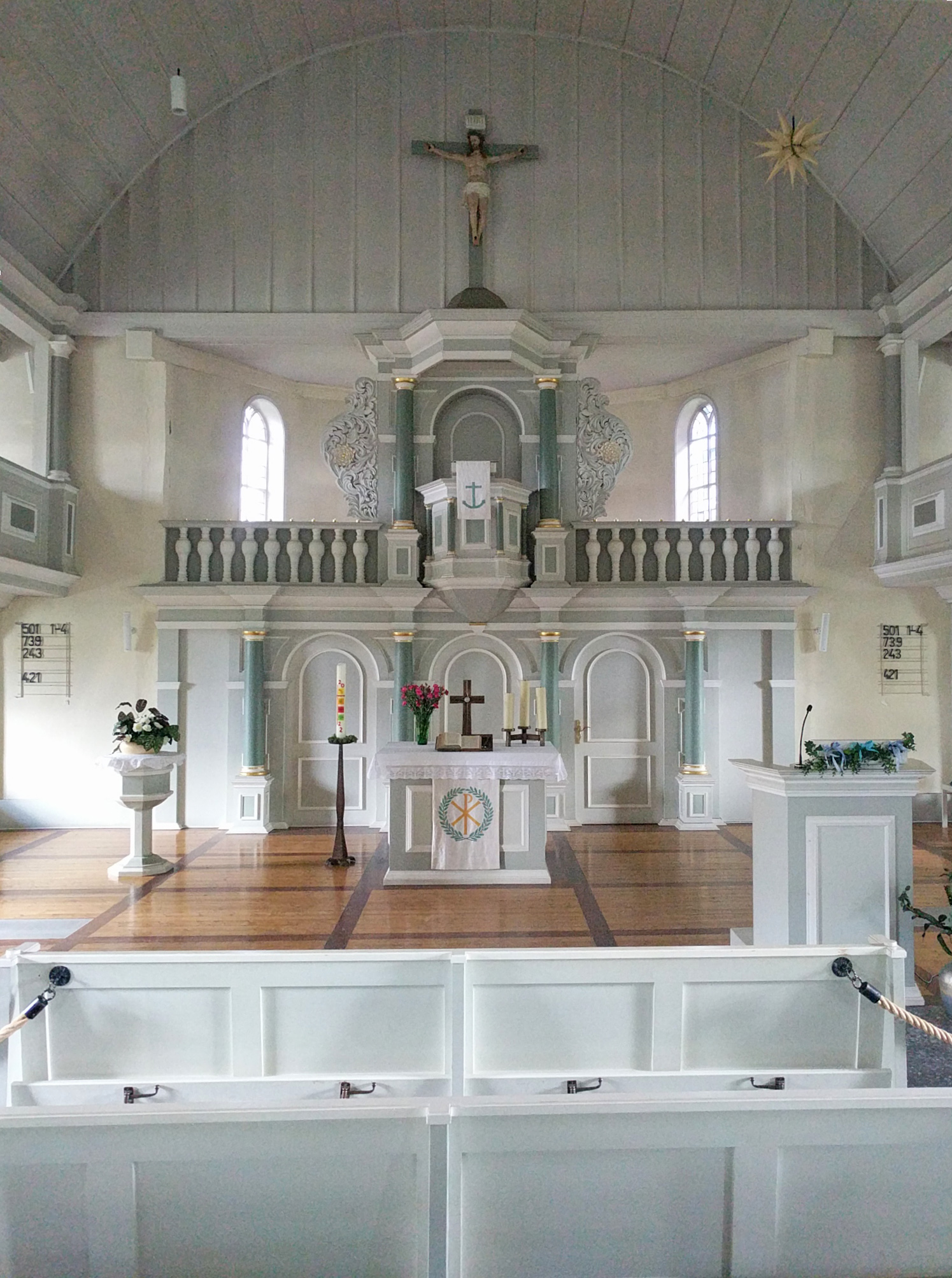
Kanzelwand, davor im Altarraum neben dem Altar das Taufbecken, die Osterkerze und das Lesepult

### Außenbeschreibung
Die Hohegeißer Kirche zur Himmelspforte ist ein geosteter kreuzförmiger, mit Brettern verschalter Fachwerkbau mit einem an die Westseite angebauten 27 m hohen Kirchturm mit geschwungener achteckiger Haube mit Laterne. Auf der Spitze der Laterne sitzt ein goldener Aufsatz mit einer Wetterfahne, die als Motiv das Sachsenross zeigt. Der Kirchturm ist nicht öffentlich zugänglich.

### Innenbeschreibung
Die Grundgestalt des Innenraums der Kirche wird durch eine u-förmig umlaufende Empore, die auch die Orgel trägt, und die Kanzelwand, die den fünfseitigen Chorabschluss vom Kirchenschiff abtrennt, geprägt. Der Kirchenraum ist von einer verschalten Holztonne überwölbt. Der Chorabschluss hinter der Kanzelwand dient als Sakristei. Insgesamt verfügt die Kirche über 250 Sitzplätze in den Bänken und auf Stühlen.

## Ausstattung

### Kanzel
Zentral in der Kanzelwand befindet sich die Kanzel. Sie ist beidseits mit Säulen und geschnitztem Akanthus-Rankenwerk mit jeweils einer großen Blume verziert. Der Schalldeckel trägt einen etwa dreiviertel-lebensgroßen hölzernen Kruzifixus, der bereits aus dem Vorgängerbau stammt.

### Altar
Vor der Kanzelwand im Schnittpunkt von Längs- und Querschiff steht der kastenförmige hölzerne Altar.

### Antependien
Die Antependien für die Trinitatis- und für die Passionszeit stammen von Anneliese Keller aus Kassel und wurden 1979 zum 275. Kirchenjubiläum angeschafft.
| Zeitraum des Kirchenjahrs              | Grundfarbe | Altar                             | Kanzel bzw. Lesepult              |
| -------------------------------------- | ---------- | --------------------------------- | --------------------------------- |
| Adventszeit/Passionszeit               | violett    | Dornenkrone & Königskrone         | Brennende Öllampe (Mt 25,1-13 )   |
| Weihnachtszeit/Osterzeit/Christusfeste | weiß       | Christus-Monogramm im Siegeskranz | Anker mit Querbalken: Kreuz       |
| Trinitatiszeit                         | grün       | Lilien auf dem Felde (Mt 6,28 )   | Vögel unter dem Himmel (Mt 6,26 ) |

### Taufbecken
Im Jahre 1865 ersetzte ein hölzerner, 1974 erneuerter Taufträger einen zuvor benutzten Taufengel. Er steht wie das Lesepult und die Osterkerze im Altarraum.

### Abendmahlsgerät
Das heute gebrauchte schlichte Abendmahlsgerät wurde in Erinnerung an das 250-jährige Bestehen der Kirche angeschafft und trägt daher die Inschrift 1704 - 1954.
Bei besonderen Anlässen werden zwei ältere Kelche aus dem Besitz der Gemeinde benutzt:
- Ein spätgotischer, 20 cm hoher Kelch aus vergoldetem Kupfer mit sechsteiligem Fuß, dessen Knauf auf sechs rautenförmigen Zapfen den Namen m.a.r.i.a. in gotischen Minuskeln trägt. Dieser Kelch ist vorreformatorisch und gehörte vermutlich bereits zum Inventar der Kapelle.
- Ein barocker Silberkelch mit üppigem Rankenwerk, der gemäß der Inschrift am Fuß des Kelches von Andreas Matthias Grimme, anno 1725, und Catharina Maria Grimme gestiftet wurde.

## Orgel

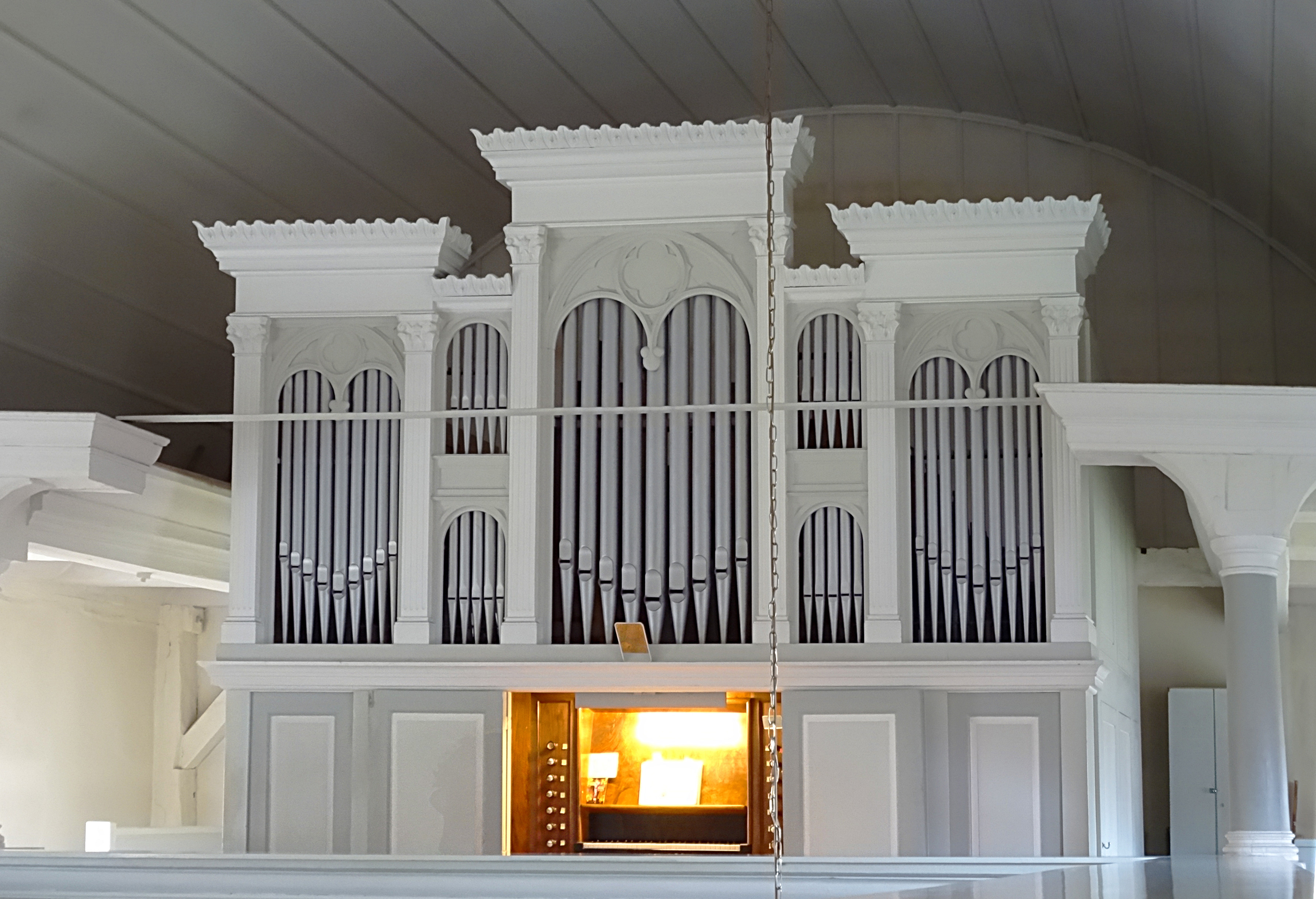
Die Orgel in der Kirche zu Hohegeiß, Prospekt von 1887

Bei dem Kirchneubau Anfang des 18. Jahrhunderts war von Anfang an eine Orgel vorgesehen gewesen, aus finanziellen Gründen konnte erst 1779 nach einer Sammlung in der Gemeinde eine Orgel mit 10 Registern eingeweiht werden. Im Jahr 1852 wurde die Empore für eine neue Orgel erweitert; diese Orgel hatte allerdings keine lange Lebensdauer.
Die heutige Orgel wurde 1887 durch Orgelbaumeister August Friedrich Robert Knauf aus Bleicherode erbaut. Sie umfasst bei 54 stummen Pfeifen im Prospekt zwölf Register auf zwei Manualen und Pedal. Nach mehreren Umbauten hat die Orgel heute folgende Disposition:
| I Hauptwerk C–  |       |
| Grob Gedackt    | 8′    |
| Prinzipal       | 4′    |
| Holzflöte       | 4′    |
| Octave          | 2′    |
| Sesquialtera II | 2 ⁄3′ |
| Mixtur IV       |       |

| II Oberwerk C–  |    |
| Gedackt         | 8′ |
| Flöte           | 4′ |
| Rauschpfeife II |    |

| Pedal C–     |     |
| Subbaß       | 16′ |
| Prinzipalbaß | 8′  |
| Choralbaß    | 4′  |

- Koppeln: II/I, I/P

## Glocken
Die Kirche verfügt außer der Schlagglocke des Uhrwerks, die in der Turmlaterne hängt, über ein Geläut aus zwei Glocken: 
- Die kleinere Glocke wurde 1893 in der Radlerschen Glockengießerei in Hildesheim gegossen; sie wiegt 450 kg, hat den Schlagton a und trägt die Inschrift Friede sei mit Euch! Bete und arbeite!
- Die größere Glocke wurde 1962 in der Glockengießerei Rincker im Lahn-Dill-Kreis gegossen; sie wiegt 700 kg, hat den Schlagton fis und trägt die Inschrift O Land, Land, Land, höre des Herrn Wort! (Jer 22,29 LUT)

## Umgebung der Kirche

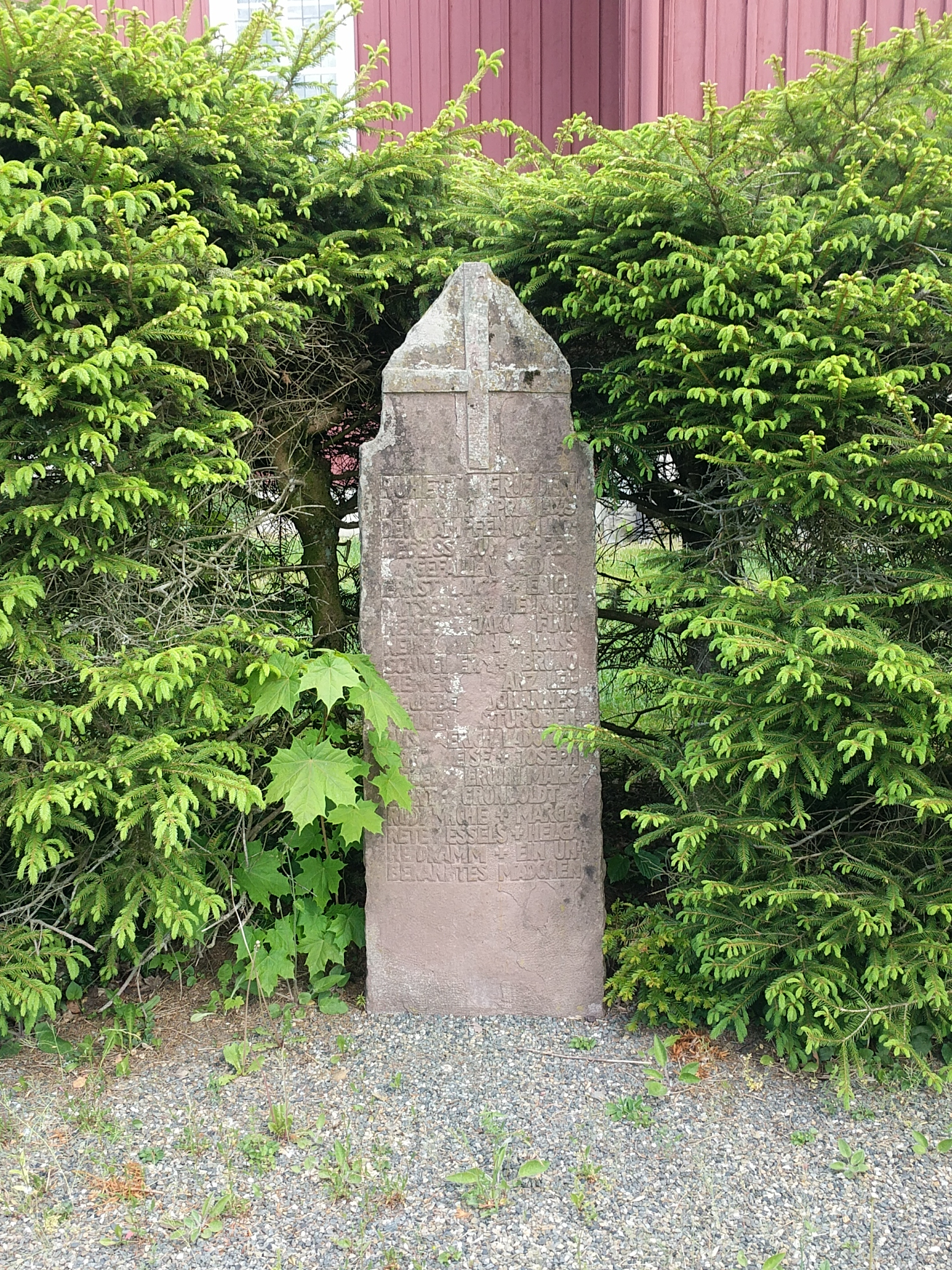
Der Gedenkstein für die Opfer der Kämpfe im April 1945 in Hohegeiß, im Hintergrund die Kirche

### Pfarr- und Gemeindehaus
Das älteste erhaltene Pfarrhaus ist das Fachwerkhaus Lange Straße 54. Es stammt aus der Zeit um 1600 und beherbergt heute das Hohegeißer Heimatmuseum.
Das zweite Pfarrhaus liegt Lange Straße 34. Es wurde 1830 von der Gemeinde erworben. Nach dem Zweiten Weltkrieg erfolgte ein Umbau mit dem Ziel, durch Verbindung zweier Räume einen größeren Gemeinderaum herzustellen. Wenige Jahrzehnte später genügte es den Ansprüchen der Gemeinde nicht mehr, so dass nach Grundsteinlegung am 16. Juli 1979 im Folgejahr 1980 ein neues Pfarr- und Gemeindehaus nahe der Kirche fertiggestellt wurde. Der Entwurf stammt von Werner Taeger aus Wolfenbüttel.

### Friedhof
Der Friedhof von Hohegeiß liegt südlich und südwestlich unmittelbar an die Kirche angrenzend. In der Nähe der Kirche befinden sich ein Gedenkstein für die Teilnehmer des Deutschen Krieges und Deutsch-Französischen Krieges sowie eine Gedenkstein für die Gefallenen der beiden Weltkriege. Südlich der Kirche befindet sich ein Kriegsgräberfeld, auf dem 19 Menschen (16 deutsche Soldaten, zwei Frauen sowie ein unbekanntes Mädchen) beigesetzt sind, die gegen Ende des Zweiten Weltkriegs bei den Kämpfen um Hohegeiß am 14. April 1945 ums Leben kamen; ein Gedenkstein erinnert an sie. Auf dem Friedhof beigesetzte verstorbene sowjetische Kriegsgefangene wurden im Januar 1967 auf den Friedhof Braunlage umgebettet.
Auf dem Friedhof wurde 1983 der Schriftsteller Fred Denger beigesetzt. Das Grab ist nicht erhalten. Der Komponist des „Niedersachsenliedes“, Hermann Grote, hat auf dem Friedhof ein Ehrengrab.

## Nutzung
Die Kirche gehört zur Kirchengemeinde Hohegeiß in der Propstei Bad Harzburg der evangelisch-lutherischen Landeskirche Braunschweig.
Vor dem Zweiten Weltkrieg gehörte sie zur Propstei Blankenburg. Da letztere jenseits der innerdeutschen Grenze lag, wurde vorübergehend eine eigene Propstei für Hohegeiß und fünf weitere westlich der innerdeutschen Grenze gelegene Gemeinden gebildet, deren Sitz in Walkenried lag. Im Jahre 1976 erfolgte deren Angliederung an die Propstei Bad Harzburg.
Obwohl die Kirche am 9. Dezember 1704 eingeweiht wurde, wird das Kirchweihfest („Kirmes“) in Hohegeiß jedes Jahr am ersten Sonntag im September gefeiert.